# Belén Boloqui Larraya
Belén Boloqui Larraya (Ceuta, 1949) es una historiadora del arte española y reconocida activista por la defensa del patrimonio cultural.

## Historia
Belén Boloqui se ha dedicado a la investigación en numerosos campos, siendo especialista en escultura barroca española, tema al que dedicó su tesis doctoral. En 1996 fundó, junto con otras personalidades de la cultura aragonesa, como el ex Justicia de Aragón Emilio Gastón, la Asociación de Acción Pública para la Defensa del Patrimonio Aragonés Apudepa, organización sin ánimo de lucro dedicada a la protección y salvaguardia del legado histórico aragonés. Ha sido presidenta de la Asociación hasta el año 2012. También es catedrática de Escuela Universitaria de la Universidad de Zaragoza.

## Obra destacada
Escultura zaragozana en la época de los Ramírez, 1710-1780